# El Rincón, Topia
El Rincón är en ort i Mexiko.   Den ligger i kommunen Topia och delstaten Durango, i den centrala delen av landet, 1 000 km nordväst om huvudstaden Mexico City. El Rincón ligger 1 559 meter över havet och antalet invånare är 111.
Terrängen runt El Rincón är bergig åt nordväst, men åt sydost är den kuperad. El Rincón ligger nere i en dal.  Trakten runt El Rincón är nära nog obefolkad, med mindre än två invånare per kvadratkilometer. Närmaste större samhälle är Topía, 16,6 km väster om El Rincón. I omgivningarna runt El Rincón växer huvudsakligen savannskog.